# حزب الأمل المصري
حزب الأمل المصري هو حزب سياسي في مصر أنشأه أعضاء سابقون في حزب الدستور. يعتزم الحزب خوض الانتخابات البرلمانية المصرية عام 2015.

## روابط خارجية
- موقع حزب الأمل المصرى نسخة محفوظة 6 فبراير 2016 على موقع واي باك مشين.